# Emi Kaneko (femme politique)
Emi Kaneko (金子恵美, Kaneko Emi) est une femme politique japonaise née le 7 juillet 1965 à Date, représentant la préfecture de Fukushima à la Chambre des conseillers, puis à la Chambre des représentants du Japon pour le Parti démocrate du Japon, puis pour le Parti démocrate constitutionnel. Elle est nommée au gouvernement Noda en 2012, en tant que secrétaire parlementaire chargée de la reconstruction. 

## Jeunesse, études et carrière pré-électorale
Kaneko naît le 7 juillet 1965 à Date, dans la préfecture de Fukushima. Elle effectue ses études supérieures à l'université d'État de Californie à Fresno et à l'université de Fukushima. Elle devient ensuite infirmière.

## Carrière électorale
En 2000, forte de son expérience d'assistance et de soins auprès des membres de sa famille, Kaneko se présente aux élections municipales de la ville de l'arrondissement d'Hobara, dans sa ville natale de Date. Elle devient la première femme à accéder au conseil municipal de la ville, poste qu'elle occupe jusqu'en 2006.
Elle se présente en 2007 aux élections de la Chambre des conseillers du Japon dans la circonscription électorale de Fukushima, sous l'investiture du Parti démocrate du Japon. Elle est élue à la suite de ce scrutin avec près de la moitié des voix, et fait son entrée à la Diète du Japon.
Soutien de Yoshihiko Noda, elle fait son entrée dans son gouvernement en 2012, en tant que secrétaire parlementaire chargée de la reconstruction, étant originaire de la région frappée par le séisme de 2011. Elle est par la suite candidate à sa succession en 2013, lors des élections à la Chambre des conseillers de la même année, mais échoue à se faire réélire, et cède son siège à la candidate du Parti libéral-démocrate au pouvoir Masako Mori,. 
Elle se présente ensuite en lors des élections législatives japonaises de 2014 dans la première circonscription de la préfecture de Fukushima, toujours sous l'investiture du PDJ. Elle perd ce scrutin, mais fait néanmoins son entrée à la Chambre des représentants du Japon grâce à la relance proportionnelle du Tōhoku. Lors des élections législatives de 2017, elle ne demande pas l'investiture des différents partis d'opposition, comme le Parti de l'espoir ou le Parti démocrate constitutionnel, bien que tacitement soutenue par ces derniers. Elle est élue à la suite de ce scrutin, et gagne un siège uninominal à la Diète, après avoir battu Yoshitami Kameoka (ja), membre du PLD l'ayant vaincu en 2017.
En 2019, Kaneko rejoint officiellement le Parti démocrate constitutionnel. C'est sous leur investiture qu'elle est candidate à sa réélection lors des élections législatives japonaises de 2021, à l'issue desquelles elle conserve son poste à la Chambre des représentants, toujours opposée à Kameoka.

## Prises de position
Kaneko se déclare opposée à une révision de la Constitution antimilitariste japonaise, révision soutenue par le Parti libéral-démocrate. Elle est également fermement opposée aux politiques Abenomics.
Fortement opposée à la reprise des activités des centrales nucléaires japonaises, elle lutte contre l'utilisation de l'énergie nucléaire, qu'elle soit militaire ou civile.
Kaneko se déclare strictement opposée à la visite des politiques au sanctuaire Yasukini, sanctuaire shinto, considéré par certains comme l'un des symboles du passé colonialiste du Japon et des nationalistes. 
Sur des questions sociétales, elle se déclare favorable à l'ouverture du mariage aux couples homosexuels, et à la mise en place d'un système de quotas en politique afin de favoriser les femmes. Elle est favorable au maintien de l'interdiction des casinos au Japon, et à la législation des discours de haine tenus sur Internet. 

## Vie privée
Kaneko a une sœur handicapée.